# Ottoa
Ottoa là chi thực vật có hoa trong họ Apiaceae.